# Jelena Zetterström
Ruth Jelena Jeanne Zetterström, född 1961 i Göteborg, är en svensk journalist och författare.
Zetterström har tidigare varit verksam i bland annat Sydsvenskan och Dagens Industri. 2008–2010 var hon redaktör för tidskriften Form. Hon har även varit redaktör och ansvarig utgivare för Magasinet Bruno.
Hon är dotter till läkaren, professor Rolf Zetterström och läkaren Jelena Zetterström (född Rennerova), tidigare gift med Olof Palme. Vidare är hon mor till fotbollsspelaren Jacob Widell Zetterström och Gabriel Zetterström, kulturskribent och kritiker.